# Lijst van voetbalinterlands Azerbeidzjan - Portugal
Deze lijst van voetbalinterlands is een overzicht van alle officiële voetbalwedstrijden tussen de nationale teams van Azerbeidzjan en Portugal. De landen speelden tot op heden acht keer tegen elkaar. De eerste ontmoeting, een kwalificatiewedstrijd voor het Europees kampioenschap voetbal 2000, werd gespeeld op 26 maart 1999 in Guimarães. Het laatste duel, een kwalificatiewedstrijd voor het Wereldkampioenschap voetbal 2022, vond plaats in Bakoe op 7 september 2021.

## Wedstrijden
| № | Plaats    | Datum             | Competitie           | Wedstrijd               | Uitslag |
| - | --------- | ----------------- | -------------------- | ----------------------- | ------- |
| 1 | Guimarães | 26 maart 1999     | EK 2000 kwalificatie | Portugal – Azerbeidzjan | 7 – 0   |
| 2 | Bakoe     | 4 september 1999  | EK 2000 kwalificatie | Azerbeidzjan – Portugal | 1 – 1   |
| 3 | Porto     | 7 oktober 2006    | EK 2008 kwalificatie | Portugal – Azerbeidzjan | 3 – 0   |
| 4 | Bakoe     | 13 oktober 2007   | EK 2008 kwalificatie | Azerbeidzjan – Portugal | 0 – 2   |
| 5 | Braga     | 11 september 2012 | WK 2014 kwalificatie | Portugal − Azerbeidzjan | 3 − 0   |
| 6 | Bakoe     | 26 maart 2013     | WK 2014 kwalificatie | Azerbeidzjan − Portugal | 0 − 2   |
| 7 | Turijn    | 24 maart 2021     | WK 2022 kwalificatie | Portugal − Azerbeidzjan | 1 − 0   |
| 8 | Bakoe     | 7 september 2021  | WK 2022 kwalificatie | Azerbeidzjan − Portugal | 0 − 3   |

## Samenvatting
| Competitie      | Totaal gespeeld | Winst Azerbeidzjan | Gelijk | Winst Portugal | Doelsaldo Azerbeidzjan – Portugal |
| --------------- | --------------- | ------------------ | ------ | -------------- | --------------------------------- |
| WK-kwalificatie | 4               | 0                  | 0      | 4              | 0 − 9                             |
| EK-kwalificatie | 4               | 0                  | 1      | 3              | 1 − 13                            |
| Totaal          | 8               | 0                  | 1      | 7              | 1 − 22                            |

Wedstrijden bepaald door strafschoppen worden, in lijn met de FIFA, als een gelijkspel gerekend.